# Масса (притока Рони)
Масса (фр. і нім. Massa) — семикілометрова річка в Швейцарії, права притока Рони. Протікає на сході Бернських Альп у кантоні Вале. Переважно живиться талою водою з Алецького льодовика. Тече крізь ущелину Масса, перетинає водосховище Штаузее Гібідум і впадає в Рону. В місці зливання двох річок працює гідроелектростанція Біч.
Масса протікає крізь територію, що є частиною заповідної зони Юнгфрау-Алеч, яка з 2001 року є об'єктом Світової спадщини ЮНЕСКО.